# 喬治亞總統府

喬治亞總統府是格鲁吉亚总统的辦公場所，位於提比里斯市區庫拉河左岸。喬治亞總統府修建於2004年至2009年，由義大利建築師Michele De Lucchi設計。建築物圓頂採用德國製玻璃建設。